# 実際にあった怖い話
実際にあった怖い話（じっさいにあったこわいはなし）は大都社が発行する2009年1月に創刊したコミック誌。霊能者・怪談師・漫画家の恐怖、心霊体験の実話をもとにしたホラーコミックを掲載している。

## 概要
隔月刊で奇数月の24日に発売される。定価は税別482円である。サイズはB5判でページ数は294ページ。発行部数は公称8万部。